# Теракт в Касинди
Теракт в Касинди — террористический акт в церкви города Касинди, жертвами которого стали 17 человек.

## Предыстория
Взрыв церкви произошел всего за несколько недель до того, как Папа Франциск должен отправиться в ДР Конго.
Папа должен был посетить столицу Конго Киншасу с 31 января по 3 февраля, где он встретился с жертвами насилия из восточного региона страны.

## Ход событий
В воскресенье террорист вошёл в здание церкви, заложил самодельное взрывное устройство и покинул здание. Взрыв произошел во время воскресной службы. Вскоре после теракта, правительство ДР Конго начало операцию по задержанию преступника.  

## Аресты
В ходе операции по задержанию преступников, был задрежан гражданин Кении. Исламское государство взяло вину на себя за теракт. 

## Реакции
Франция осудила теракт в ДР Конго.
Генеральный секретарь Восточно-африканского сообщества осудил теракт.